# Stankiella montana
Stankiella montana is een hooiwagen uit de familie echte hooiwagens (Phalangiidae).